# Фронт визволення Бретані
Фронт визволення Бретані (брет. Front de Libération de la Bretagne, фр. Bretons) — воєнізоване угруповання і напівлегальна організація бретонського народу, створений у 1963 р.
Ставив собі за мету утворення незалежної держави на території історичної області Бретань. Сама Бретань є однією з провінцій на північному заході Франції, і колись незалежне Бретанське королівство та Бретанське герцогство, аж до договору про інкорпорацію в 1532 році. Мала два збройних крила: ліворадикальне революційне й армію республіканської Бретані.
Угруповання продовжувало справу Бретонської національної партії, але з певними новими вкрапленнями, зокрема, до бретонського націоналізму додався також антиколоніальний рух. Організація стверджувала, що Франція діє в Бретані так, наче остання є її колонією.
Організація була пов'язана з уцілілими членами ранніх націоналістичних груп, зокрема Яном Ґулле, який діяв з Ірландії. Перший відомий свій напад ФВБ здійснив у червні 1966 року, коли було підірвано муніципальний податковий офіс у Сен-Бріє, а записка, яку знайшли на місці, стверджувала, що схожі акти непокори триватимуть і надалі, через знищення «окупаційних символів Бретані».
ФВБ провадив акції проти адміністративних структур, як-от електровстановлень, поліцейських казарм і статуй, переважно, підриваючи їх. Їхній пік припав на 1968 рік. Щоправда, угруповання запевняло, що будь-які летальні випадки не є їхньою метою, позаяк вони бажають, аби акції були суто символічними. Таким чином, у міжнародній спільноті вони дістали репутацію «усміхнених терористів». Існує навіть свідчення, що дві відомі жертви акцій були обоє членами Фронту, які загинули при спробі знешкодити бомбу, позаяк боялися, що вона може зашкодити цивільним.
Попри те, що група була створена молодими бретонцями на початку 1960-х, вона користувалася підтримкою населення, про що каже арешт численних членів організації у 1969, який показав, що вони походять із різних верств суспільства: бізнесмени, домогосподарки, студенти, фермери, ба навіть духовенство. Деякі з цих підозрюваних були пізніше засуджені, що однак, лише зміцнило бретонський рух за незалежність, позаяк судові процеси сприймалися надалі як акт придушення з боку уряду. Цей період також був відзначений ростом числа студентів, які ходять на курси бретонської мови, оскільки можливість розмовляти бретонською була ознакою легітимізування позиції бретонських бойовиків.
Різні фракції у ФВБ, що з'явилися на початку 1970-х років, призвели до створення Армії революційної Бретані (Armée révolutionnaire Bretonne або АРБ). Ця група діяла окремо від Фронту і її фракція існує й досі.